# Сенатор Армстронг
Сенатор Стивен Армстронг — антагонист и финальный босс в компьютерной игре Metal Gear Rising: Revengeance, вышедшей в 2013 году. Армстронг использует террористические группировки для развязывания войны под предлогом стимулирования американской экономики и избрания себя президентом США. Позднее он раскрывает свои истинные цели: очистить Америку от коррупции, положить конец концепции войны как бизнеса, а также установить форму социального дарвинизма. Персонажа озвучивает Унсё Исидзука в японской версии и Аластер Дункан в английской.
С момента появления Армстронг получил положительные отзывы критиков, многие из которых отметили его роль в игре и высоко оценили сражение с ним. Особенно популярными стали интернет-мемы, основанные на его риторике. Как сам персонаж, так и музыка, сопровождающая битвы с ним, подвергались анализу в контексте его идеалов и политических аналогий, в том числе в свете президентской кампании Дональда Трампа 2016 года, а также взглядов на американскую культуру и политику.

## Концепт и дизайн
Стивен Армстронг был придуман Кэндзи Сайто в процессе разработки Metal Gear Rising: Revengeance. Сайто хотел создать персонажа, который бы демонстрировал, как улучшение человеческого тела может превзойти силу киборгов во вселенной Metal Gear. Хотя идея использования нанотехнологий для усиления человеческого тела уже исследовалась ранее на примере персонажа Вампа в Metal Gear Solid 2: Sons of Liberty, концентрация наномашин в теле Армстронга была значительно выше. Это наделило его не только повышенной силой, но и способностью к самовосстановлению, а также позволило по желанию и в ответ на физические воздействия укреплять кожу и мышцы сверх их обычных пределов.
Армстронг, дизайн которого разработал Ёнхи Чо, представляет собой высокого мужчину с высоким лбом, выраженным подбородком, очками и полосатым костюмом с жёлтым галстуком и белой рубашкой под ним. При активации наномашин тело Армстронга значительно увеличивается в мышечной массе, а его сердце и кровеносные сосуды становятся более выраженными. В ранних концепт-артах кровеносные сосуды в областях, подверженных давлению, концентрировались и утолщались ещё больше, вызывая покраснение поражённого участка. Однако в финальной версии игры поражённые области вместо этого становятся чёрными, за исключением волос и внутренней части рта, а глаза начинают светиться красным. Изначально Чо планировал сделать Армстронга более «умным и острым» на вид, однако часть команды разработчиков посчитала, что это делает его недостаточно «впечатляющим». Поэтому Чо выделил лоб и подбородок Армстронга. Хотя Чо заявил, что по-прежнему предпочитает первоначальный дизайн, он считает, что финальная версия лучше отражает философию персонажа.
В японской версии Армстронга озвучивает Унсё Исидзука, а в английской — Аластер Дункан. Когда Дункана утвердили на роль, ему не сообщили, какого персонажа он будет озвучивать и что Армстронг станет главным злодеем. Единственное, что ему было известно — это то, что его персонаж будет «аморальным американским сенатором, жаждущим власти». В интервью VG247 Дункан заявил, что получил удовольствие от работы над этой ролью, ему понравились более правдоподобные аспекты характера Армстронга. Он также добавил, что испытывал особое удовлетворение, «имея возможность играть роль, где ты выступаешь в качестве полного мегаломаньяка».

## Появления
Стивен Армстронг — сенатор от штата Колорадо, представленный в приключенческом экшене Metal Gear Rising: Revengeance 2013 года, разработанном Platinum Games и изданном Konami. Выступая в качестве главного антагониста игры, он также является основным покровителем двух террористических организаций в рамках сюжета — Desperado и World Marshal. В кульминации игры он появляется за штурвалом крупного шестиногого меха под названием «Metal Gear EXCELSUS» и раскрывает свой план по развязыванию войны для стимулирования американской экономики и выхода из рецессии, используя это в качестве платформы для того, чтобы стать президентом США. Он нападает на протагониста Райдена, и в последующей битве мех оказывается выведен из строя.
Выбравшись из ядра EXCELSUS, Армстронг раскрывает, что он наполнен наномашинами, и после поглощения металла из останков меха значительно увеличивается в размерах и нападает на Рейдена в рукопашном бою. Во время сражения он раскрывает свои истинные цели в попытке убедить Райдена встать на его сторону: он разочарован коррупцией в Америке и стремится использовать войну как бизнес, чтобы положить конец войне как бизнесу. Однако его политика также опирается на форму социального дарвинизма, где «слабые будут уничтожены, а сильнейшие будут процветать». Райден отказывается присоединиться к нему, и после продолжительной битвы ему удаётся вырвать сердце Армстронга. В свои последние мгновения Армстронг заявляет, что коррупция продолжится, но называет Райдена своим преемником. Позже Райден цитирует Армстронга во время заключительной сцены игры, прежде чем вступить в очередную битву.
В загружаемом дополнении Jetstream для Revengeance, действие которого разворачивается до событий основной игры, Армстронг появляется в качестве финального босса, чтобы силой завербовать на свою сторону Самуэля Родригеса, главного героя дополнения. Кроме того, Армстронг также фигурирует на картах для Metal Gear Solid: Social Ops — мобильной онлайн-игры в жанре карточной стратегии, выпущенной компанией Konami.

## Продвижение и критика
В мае 2012 года, для продвижения игры и персонажа, Konami опубликовала «утёкшую» аудиозапись, якобы происходящую с сайта информаторов «WarOnOurShores.com». На ней Армстронг обсуждает свои планы со своим спичрайтером. В честь 10-летия игры сотрудники Platinum Games создали различные рисунки с персонажами. Кэндзи Сайто отметил широкое использование Армстронга в западных интернет-мемах.
С момента своего дебюта Армстронг получил положительные отзывы. Он удостоился высокой оценки от сотрудников Dualshockers, которые не только назвали его лучшим боссом в игре, но и одним из самых знаковых злодеев в видеоиграх в целом. Николас Пенс резюмировал, что финальный босс идеальной игры «всегда должен служить высшей точкой игры с точки зрения тематики, запоминаемости и геймплея в целом — Армстронг идеально соответствует всем этим аспектам». Скотт Макрэй из VG247 заявил, что Армстронг «закрепил за собой статус одного из самых знаковых персонажей в истории Metal Gear», описав персонажа как сюрприз в контрасте с другими злодеями и политиками серии. Он отметил, что хотя серия известна персонажами, произносящими монологи, немногие делали это «при этом избивая протагониста». По мнению Макрэя, в сочетании с интенсивностью и исполнением Дункана это делало его эффективным политиком, даже если заявления Армстронга были нереалистичными и безумными.
Другие издания признали, что, хотя он появился только в конце Revengeance, он оказал значительное влияние. Критик GamingBolt заявлял в 2023 году, что «он вполне может быть» одним из лучших злодеев в видеоиграх за последнее десятилетие, отметив, что хотя у него не было большой роли в игре, «у него было огромное присутствие». Он также добавил, что хотя сама по себе битва с боссом была сложной, у Армстронга была одна из лучших личностей среди всех персонажей игры, «и он в одиночку породил некоторые из лучших игровых мемов, которые вы когда-либо видели». Габриэль Замора из PC Mag заявил, что хотя персонаж был изображён как «гигантский, преувеличенный, любящий футбол американец», его взгляды на такие темы, как американские потребление средств массовой информации и правительство, были «удивительно пророческими». Он также почувствовал, что важность Армстронга в повествовании игры невозможно переоценить.
Несколько игровых изданий, а также сам актёр озвучки Армстронга Аластер Дункан, сравнивали Армстронга с президентом США Дональдом Трампом. Подобно Трампу, Армстронг использует реакционную и антиистеблишментскую риторику, чтобы завоевать расположение американской общественности, а также слоган «Сделаем Америку снова великой» (англ. Make America Great Again) — фразу, которую также использовал Рональд Рейган. В 2016 году Харпер Джей Макинтайр в статье для Kotaku провёл параллели между идеологией Армстронга и идеологией тогдашнего кандидата в президенты Трампа как форму протеста против его политики и призыв к людям голосовать на предстоящих выборах.

### Анализ персонажа
Сэм Роуэтт из Comic Book Resources, исследуя философию, лежащую в основе Revengeance, назвал идеалы Армстронга сходными с идеалами Айн Рэнд, «довёденными до их логического завершения». Однако он отметил, что хотя Армстронг выражал презрение к «слабым», как указывает ему Райден, он ничего не знает о них из-за своего богатства и силы, обеспечиваемой наномашинами. Это контрастирует с Райденом, который на протяжении всей истории лишается своей человечности и постоянно пытается восстановить связь с ней. Таким образом, Роуэтт почувствовал, что Армстронг не соответствовал своим собственным идеалам, а вместо этого представлял жажду власти, «даже за счёт других», в то время как Райден отражал американский оптимизм. Хотя оба персонажа были движимы отвращением к тому, чем стала Америка, он увидел в заключении игры, что Райден не обязательно перенял идеалы Армстронга, а скорее его стремление «достичь своей цели любыми необходимыми средствами».
Несмотря на свою более раннюю статью, в своей книге Rules of Nature Макинтайр описала риторику Армстронга как переход игры от атаки на персонажа игрока к атаке на самого игрока, особенно на западную аудиторию, в осуждении современной Америки. Описывая его как «величественного злодея» и символ «жестокой Американы», она почувствовала, что персонаж и реакции Райдена на него обеспечили «самое открытое и честное осуждение политических структур» в серии. Она далее отметила общие идеалы, которые разделяют Армстронг и Райден в своём презрении к состоянию Америки, однако из-за желания первого использовать социальный дарвинизм в качестве решения, конфликт между ними был неизбежен. Смерть Армстронга, по мнению Макинтайр, представляла собой уничтожение «страстного врага, развращённого несовершенными убеждениями», что отразилось в природе его обнажённого сердца, наполненного наномашинами, прежде чем оно было раздавлено — нечто, что «бьётся жизнью, но все же остаётся искусственным и неестественным». Хотя он умирает, Макинтайр почувствовала, что между ним и Райденом возникла связь через сражение, что отразилось в том, что Райден цитирует Армстронга в заключении игры.
Текст песен в фоновых музыкальных треках, которые звучат во время каждого боя с Армстронгом, также был проанализирован и высоко оценён за то, как они иллюстрируют темы персонажа. Макинтайр подчеркнула использование слова «слепо» в треке Collective Consciousness, который используется в битве с EXCELSUS, чтобы проиллюстрировать осуждение игрой американской политики: как население будет «игнорировать реальную цену своего счастья, оправдывать действия, которые его обеспечили» и вместо этого заниматься безудержным потреблением. Тем временем, Анугра Путра в журнале Pulchra Lingua: A Journal of Language Study, Literature & Linguistics рассмотрел, как финальный трек It Has to Be This Way иллюстрировал конфликт между Райденом и Армстронгом и то, как оба мужчины хотели сделать мир лучше, при этом Армстронг мечтал о том, чтобы Америка «стала страной, где каждый гражданин может реализовать и бороться за свои мечты». Однако, несмотря на способность понять точки зрения друг друга и осознание того, что насилие только ухудшит ситуацию, идеалы Армстронга настолько экстремальны, что единственным решением является жестокий конфликт, а результирующее разрушение принесёт перемены.